# ESCAC

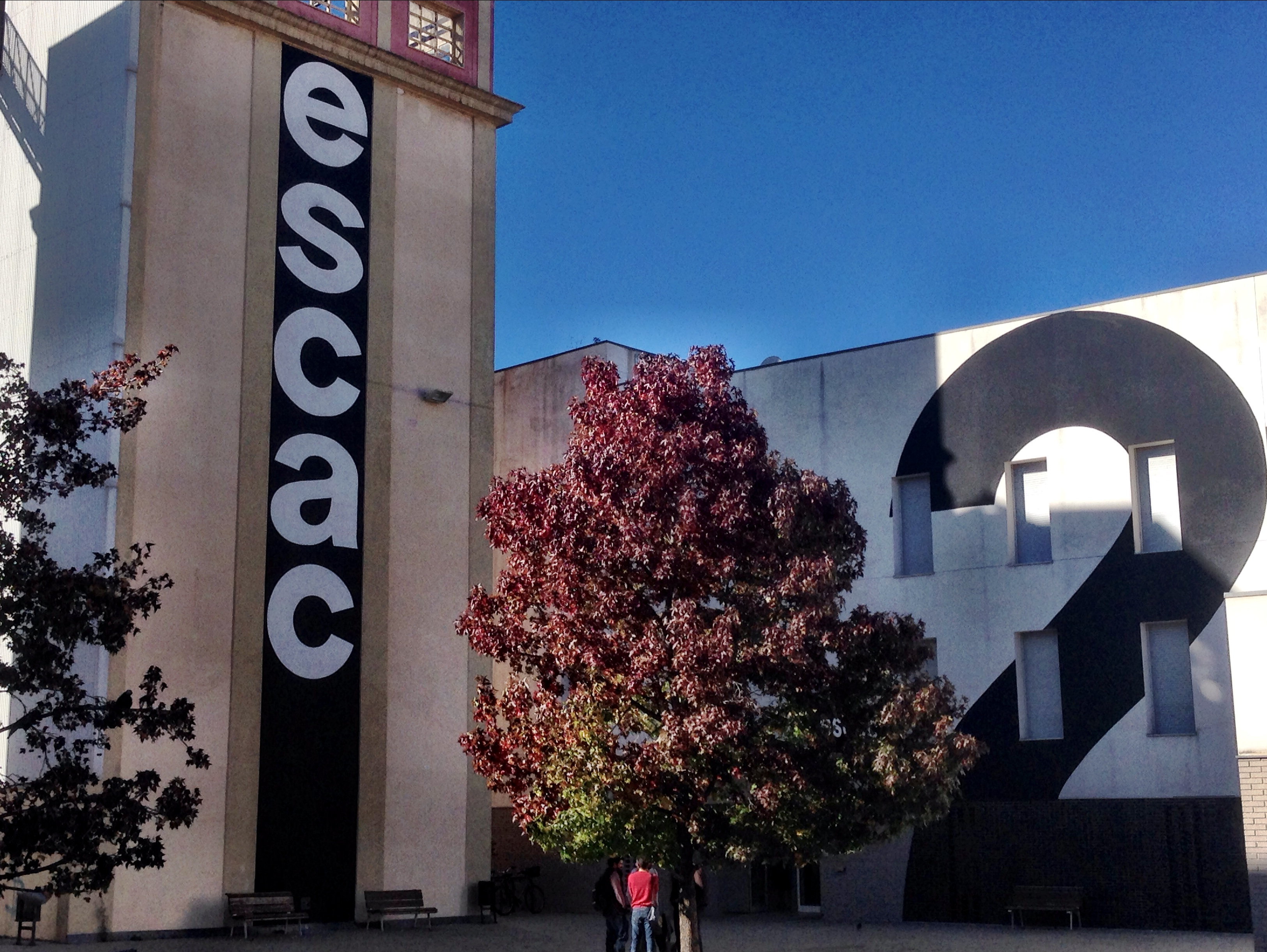
ESCAC (2014)

Die ESCAC – Escola Superior de Cinema i Audiovisuals de Catalunya ist eine private Filmhochschule in Terrassa, Katalonien. Sie gehört der Universität Barcelona an und der derzeitige Direktor ist Filmproduzent Sergi Casamitjana.

## Geschichte
Die ESCAC wurde im Jahr 1993 von Josep Maixenchs gegründet und bat bei ihrer Eröffnung 1994 zunächst nur einen allgemeinen Filmabschluss an. Mit diesem Abschluss wurde die Hochschule der Universität von Barcelona zugehörig und ist es seitdem.
Im Jahr 2003 zog die Schule vom Sarrìa Stadtviertel in Barcelona in die nördlich gelegene Stadt Terrassa.

## Alumni
Seit der Gründung der Schule haben viele der Absolventen nationale Bekanntheit erlangen können. Darunter J. A. Bayona, Kike Maíllo, Mar Coll und Weitere. Die Produktion ihrer Filme übernimmt bis heute häufig ESCAC Productions, die Produktionsfirma der Filmhochschule.

## Kontroversen
Im Juli 2001 wurde ein Artikel veröffentlicht, in dem der ehemalige Direktor und Gründer Josep Maixenchs mutmaßt, dass die ESCAC sich in eine „Schule für Bonzen“ (span. „escuela de pijos“) verwandeln wird. Er nennt als Grund hierfür die hohen Kosten des kompletten Studiums. Damals lagen diese bei 850.000 Pesetas im Jahr, bis heute sind sie auf 10.800 Euro im Jahr gestiegen (Stand 13. Dezember 2019).
Im November 2017 hat der YouTuber „Homeless“ ein Video mit dem Titel „TÚ NO HAS ESTUDIADO EN LA ESCAC“ (dt. „Du hast nicht an der ESCAC studiert“) veröffentlicht, in welchem zwei Charaktere die Annahme kritisieren, dass man für Erfolg in der spanischen Filmindustrie einen Abschluss an der ESCAC benötigt.
Im Oktober 2019 wurde auf YouTube ein Video mit der Überschrift „Zero Waste en la ESCAC“ (Zero Waste an der ESCAC) veröffentlicht, welches eine Initiative der Schule zur Reduktion von Plastikmüll kritisierte. Im Video wird eine faltbare Plastikflasche (Werbeprodukt der ESCAC) inmitten von unterschiedlichem Verpackungsmüll gezeigt, welcher laut Urheber hauptsächlich auf dem Campus gesammelt wurde.